# Ni dios, ni patrón, ni marido
Pour plus de détails, voir Fiche technique et Distribution.
Ni dios, ni patrón, ni marido est un film argentin réalisé par Laura Mañá, sorti en 2010.

## Fiche technique
- Titre : Ni dios, ni patrón, ni marido
- Réalisation : Laura Mañá
- Scénario : Esther Goris (es), Graciela Maglie, Laura Mañá
- Photographie : Óscar Pérez
- Montage : Frank Gutiérrez
- Musique :
- Direction artistique : Miguel Ojeda
- Décors :
- Costumes :
- Producteur : Maria José Poblador
- Sociétés de production : Instituto Nacional de Cine y Artes Audiovisuales (INCAA), San Luis Cine
- Sociétés de distribution : Primer Plano Film Group (Argentine)
- Pays d'origine :  Argentine
- Langue :  Espagnol
- Budget :
- Tournage :
- Format : Couleur — 35 mm — 1,85:1 — Son : Dolby Digital
- Genre : Film dramatique
- Durée : 113 minutes (1 h 53)
- Dates de sortie :
  -  Argentine : 8 mars 2010 (Pantalla Pinamar Festival) / 23 septembre 2010 (sortie nationale)

## Distribution
- Ulises Dumont (es)
- Daniel Fanego (es)
- Ana Fernández
- Joaquín Furriel
- Esther Goris (es)
- Sharif Larbac
- Carolina Levi
- Jorge Marrale (es)
- Laura Novoa (es)
- Eugenia Tobal
- Rubén Tobías